# Rothaargebirge
Rothaargebirge (også kaldet Rotlagergebirge) er er en lav bjergkæde i de tyske delstater Nordrhein-Westfalen og Hessen.
Nogle mener navnet en gang har været Rod-Hard-Gebirge, eller «nedhuggede skovbjerge», da bjergene ikke har nogen sammenhæng med farven rød (rot på tysk) eller «hår» (Haar).

## Geografi
Den dybe skov Rothaargebirge med rige mineralforekomster ligger hovedsagelig i Westfalen mellem Sauerland i nord, højlandet i nordøst, Wittgensteiner land i sydøst og Siegerland i sydvest. Kun de sydøstlige dele af bjergkæden ligger i Hessen. Den strækker sig fra Eder og Lenne fra Kahler Asten (841 m) sydvest for Winterberger Hochfläche og cirka 30 km mod sydvest. Den er en del brattere i vest end i øst.Rothaargebirge utgjer mesteparten av Rothaargebirge naturpark.

### Floder og natur
I den nordlige del af Rothaargebirge har flere floder sit udspring, for eksempel Diemel, Lenne, Neger, Nuhne, Odeborn, Orke, Ruhr, Wenne og Wilde Aa. I syd har floderne Dill, Eder, Ferndorfbach, Ilse, Lahn og Sieg sit udspring. 
Bjergene danner vandskellet mellem floderne Rhinen og Weser. Længst sydvest i Rothaargebirge ligger dæmningane Obernau og Breitenbach.
Rothaargebirge hører , bortset fra den højtliggende nordøstlige del under Naturpark Rothaargebirge. I nordøst er området en del af Naturpark Diemelsee

### Bjerge
De mest kendte bjerge i Rothaargebirge er:
| - Langenberg (843,1 m) - Hegekopf (842,9 m) - Kahler Asten (841 m) - Clemensberg (838 m) - Ettelsberg (837,7 m) - Hopperkopf (831 m) - Hunau (818 m) | - Ziegenhelle (816 m) - Wallershöhe (812 m) - Bremberg (809 m) - Hillekopf (801 m) - Hoppernkopf (801 m) - Ruhrkopf (696 m) - Sackpfeife (674 m) | - Dreiherrnstein (673 m) - Milsenberg (670 m) - Ederkopf (655 m) - Giller (653 m) - Kindelsberg (617,9 m) |

### Byer og landsbyer
| - Bad Berleburg - Bad Laasphe - Biedenkopf - Erndtebrück - Hallenberg | - Hatzfeld - Hilchenbach - Kirchhundem - Kreuztal - Lennestadt | - Medebach - Schmallenberg - Winterberg |